# Magmatisches Gestein

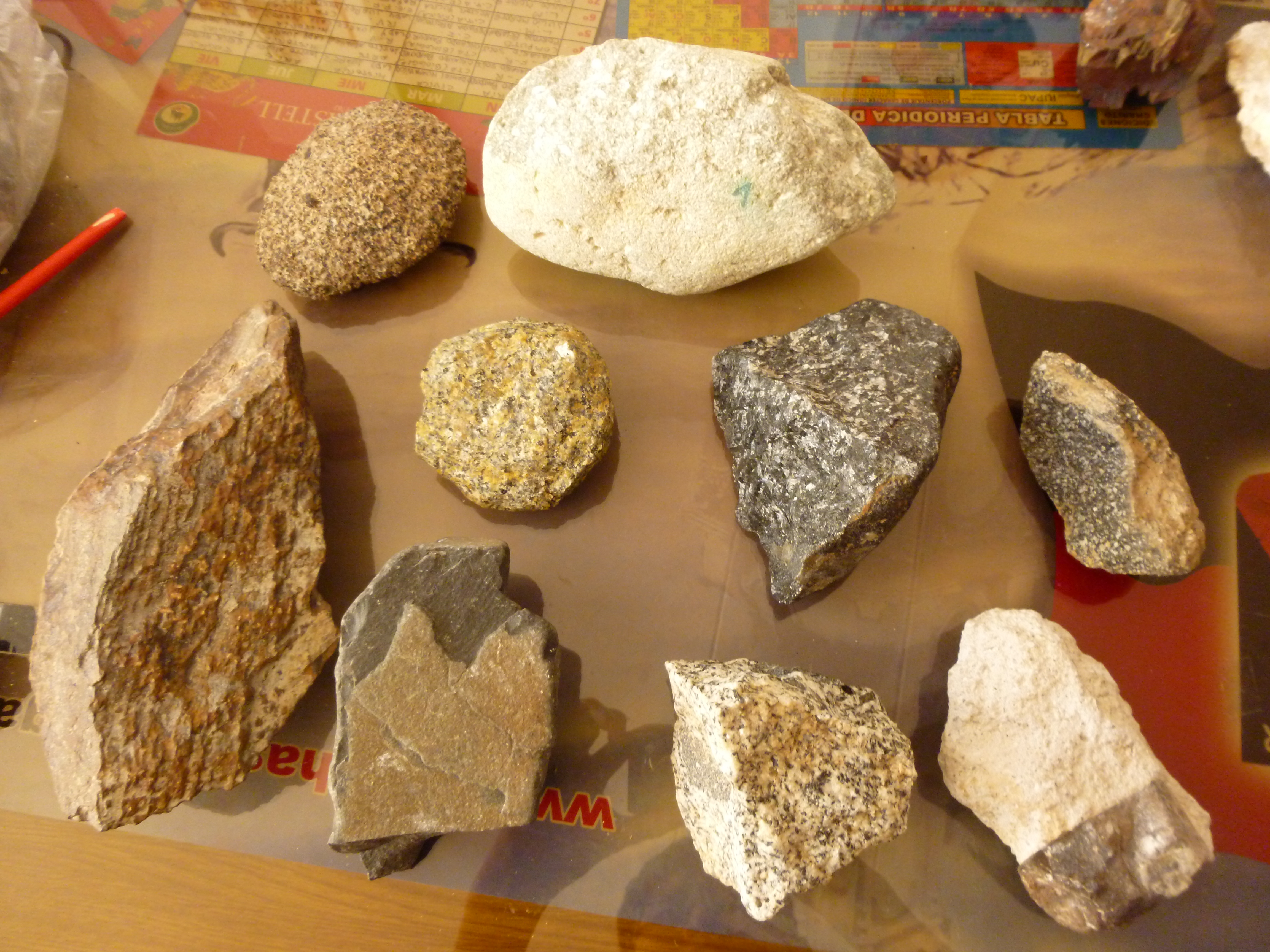
Proben verschiedener magmatischer Gesteine aus den peruanischen Anden

Magmatisches Gestein, auch Magmatit oder Erstarrungsgestein ist Gestein, das durch abkühlungsbedingtes Erstarren einer Gesteinsschmelze (Magma) entstanden ist. Die Magmatite sind neben den Sedimentgesteinen (Sedimentiten) und den Metamorphiten eine der drei Gesteinshauptgruppen.

## Chemische Zusammensetzung
Die chemische Zusammensetzung – insbesondere der Gehalt an Siliziumdioxid, das Verhältnis von Eisen und Magnesium zu Kalium, Natrium und Calcium sowie das Verhältnis der drei letztgenannten zueinander – unterscheidet sich bei Magmatiten unterschiedlicher Fundorte. Sie wird von den Umständen bestimmt, unter denen das magmatische Gestein entstanden ist:
- chemische Zusammensetzung des Ausgangsgesteins (Protolith)
- Aufschmelzungsgrad des Ausgangsgesteins (druck- und temperaturabhängig und damit auch nicht unwesentlich abhängig von der Aufschmelzungstiefe; siehe auch Anatexis)
- eventuelle chemische Angleichung (Assimilation) an das Nebengestein während des Magmenaufstiegs
- Grad der magmatischen Differentiation während des Magmenaufstiegs sowie Verlauf von Druck und Temperatur während des Aufstiegs

## Gruppierung nach Gefügemerkmalen

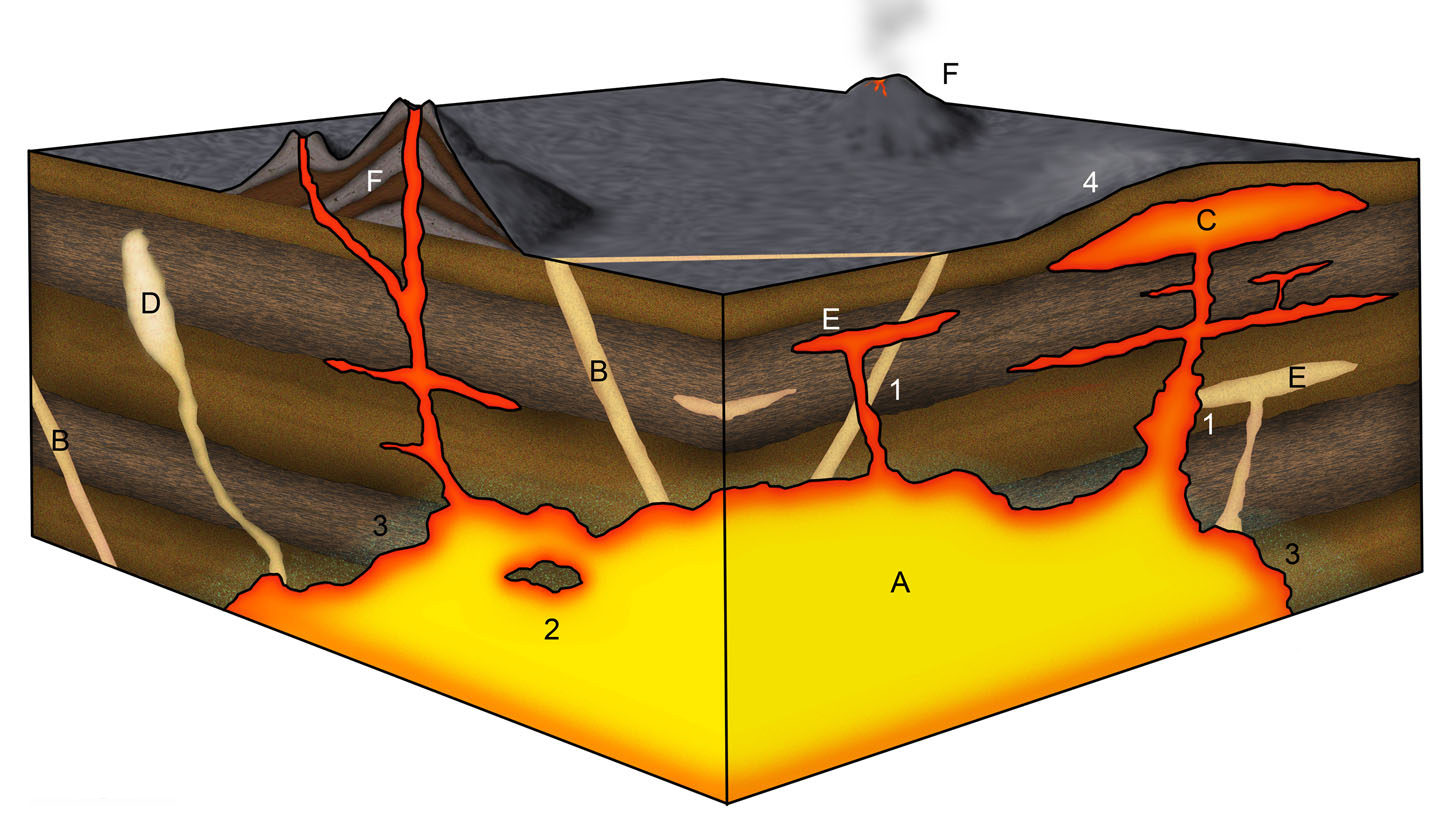
Schematische Darstellung magmatischer Phänomene und der Bildung entsprechender magmatischer Gesteine und Gesteinskörper in der Erdkruste und an der Erdoberfläche

Nach ihrer Erstarrungstiefe und den sich daraus ergebenden Gefügemerkmalen lassen sich magmatische Gesteine petrografisch in zwei Gruppen unterteilen: Plutonite (Tiefengesteine) entstehen durch Erstarren von Magma tief im Erdinneren, Vulkanite (Ergussgesteine) entstehen aus Magma, das aus dem Erdinneren bis zur Erdoberfläche aufgedrungen, als Lava an der Erdoberfläche ausgetreten und dort erstarrt ist. Ob die Abkühlung und Erstarrung der Gesteinsschmelze ober- oder unterirdisch erfolgt, hat einen deutlichen Einfluss auf die Textur des entstehenden Gesteins. Prinzipiell gilt hierbei: Je schneller die Schmelze erkaltet, desto feinkristalliner („feinkörniger“) wird das Gestein. Je langsamer das Magma abkühlt (bei guter Isolierung durch ein mehrere Kilometer mächtiges Deckgebirge), desto größere Kristalle können sich in der erkaltenden Schmelze bilden.

### Plutonite
Plutonite (nach Pluton, dem griechischen Gott der Unterwelt) oder Tiefengesteine werden Magmatite genannt, welche innerhalb der Erdkruste – gewöhnlich in einer Tiefe von einem bis mehreren Kilometern – langsam in einer Magmakammer auskristallisieren. Der entsprechende Gesteinskörper wird als Pluton, oder, wenn er besonders große Abmessungen aufweist und komplex aufgebaut ist, auch als Batholith bezeichnet. Die Plutonite haben eine mittel- bis grobkristalline („grobkörnige“) Struktur, das heißt, die einzelnen Mineralkörner, aus denen das Gestein besteht, sind mit bloßem Auge erkennbar. Der am weitesten verbreitete und bekannteste Vertreter ist der Granit.

### Vulkanite
Vulkanite (nach Vulcanus, dem römischen Gott des Feuers) oder Ergussgesteine sind jene Magmatite, die aus einer Gesteinsschmelze hervorgegangen sind, die bis an die Erdoberfläche gelangt ist. Sie werden auch als Extrusiv-, Ausbruchs-, Effusiv- und Vulkanische Gesteine bezeichnet. Das Aufdringen von Magma bis zur Erdoberfläche und die damit verbundenen Naturerscheinungen werden unter dem Begriff Vulkanismus zusammengefasst. Das aus einem Vulkan austretende flüssige Magma (und allgemeinsprachlich auch das nach der Erstarrung daraus hervorgegangene Gestein) wird Lava genannt. Weil sie infolge des extremen Temperaturunterschiedes an der Erdoberfläche rasch erstarren, sind vulkanische Gesteine oft sehr feinkörnig oder sogar glasig, da kaum Zeit zum Wachstum größerer Kristalle bleibt. Nicht selten kristallisiert jedoch ein Teil der Schmelze langsam in größerer Tiefe aus. Daher ist für viele Vulkanite ein porphyrisches Gefüge, mit größeren Einsprenglingen in einer feinkörnigen Grundmasse typisch. Der am weitesten verbreitete und bekannteste Vertreter ist der Basalt.

### Subvulkanite
Eine Übergangsform zwischen plutonischen und vulkanischen Gesteinen sind die magmatischen Ganggesteine (auch Subvulkanite, Übergangsmagmatite, Mesomagmatite oder Mikroplutonite genannt). Sie bilden sich, wenn ein Magma in einer geringen Krustentiefe bzw. in relativer Nähe zur Erdoberfläche weder besonders langsam noch besonders schnell auskristallisiert. Ein spezieller subvulkanischer Gesteinskörper ist der Lakkolith. Ein typischer Vertreter für ein subvulkanisches Gestein ist der Dolerit, das subvulkanische Äquivalent des Basalts bzw. Gabbros (daher auch Mikrogabbro genannt).

## Gruppierung nach der chemischen Zusammensetzung
Die magmatischen Gesteine können auch nach ihrer chemischen Zusammensetzung gruppiert werden. Dabei unterscheidet man anhand des Verhältnisses (mol-%) von K2O+Na2O zu SiO2 zwischen 
- Subalkalinen Magmatiten
  - Granit, Granodiorit, Tonalit und Trondhjemit, Diorit, Gabbro, Anorthosit, Peridotit
  - Rhyolith, Dacit und Rhyodacit, Andesit, Tholeiit, Pikrit, Komatiit

und
- Alkali-Magmatiten
  - Alkaligranit, Alkalisyenit, Monzonit, Nephelinsyenit, Essexit, Foidolite
  - Trachyt, Phonolith, Alkalibasalte, Tephrit und Basanit, Nephelinit, Leucitit (sowie Karbonatite, Kimberlite und Lamproite)

Während bei subalkalinen Magmatiten der Anteil von K2O+Na2O relativ niedrig im Verhältnis zu SiO2 ist, ist er bei Alkali-Magmatiten relativ hoch.

### Klassifikation

Ein Klassifikationsdiagramm für Plutonite.

Ein Klassifikationsdiagramm für Vulkanite.

Magmatisches Gestein kann nach verschiedenen Kriterien klassifiziert werden. Eine der gebräuchlichsten Methoden ist die Einteilung im Streckeisendiagramm anhand des Mineralbestandes. Weitere gängige Methoden berücksichtigen die Helligkeit (Farbindex), die Textur oder den Chemismus (z. B. den SiO2-Gehalt oder den Gehalt an Alkalien, Eisen, Magnesium oder anderen Elementen).

## Umwandlung in andere Gesteine
Die Bildung magmatischer Gesteine ist ein Schritt im Kreislauf der Gesteine. Genauso wie jedes Gesteins aufgeschmolzen werden kann, kann auch jedes magmatische Gestein nachfolgend prinzipiell weitere Schritte in diesem Zyklus durchlaufen und dabei in andere Gesteinstypen umgewandelt bzw. überführt werden:
- in ein metamorphes Gestein durch Temperatur- oder Druckzunahme, beispielsweise im Zuge einer Gebirgsbildung
- in ein klastisches Sediment bzw. Sedimentgestein durch Verwitterung und Erosion und nachfolgende Ablagerung des Materials an anderer Stelle.

## Veränderungen im Laufe der Erdgeschichte
Im Laufe der Erdgeschichte veränderten sich grundsätzliche Ausgangsparameter die entscheidend für den Chemismus der entstehenden Gesteine sind. So verarmte der Erdmantel im Laufe der Zeit an sogenannten  inkompatiblen Elemente (siehe auch LILE und HFSE), hierzu gehören beispielsweise z. B. seltene Erdelemente (REE), Uran, Lithium, sodass wir heute abbauwürdige Vorkommen vor allem auf sehr alten Teilen der Erdkruste finden. Ein weiterer entscheidender Parameter ist die Temperatur des Erdmantels, mit hohen Temperaturen schmolzen höhere Prozentsätze des Erdmantels auf, Ergebnis sind die ebenfalls für sehr alte Krustenteile typischen Komatiite bzw. allgemein alle ultramafischen Gesteine.